# Drijenak
Drijenak (en serbe cyrillique : Дријенак) est un village du centre du Monténégro, dans la municipalité de Kolašin.

## Démographie

### Évolution historique de la population
| 1948 | 1953 | 1961 | 1971 | 1981 | 1991 | 2003 |
| ---- | ---- | ---- | ---- | ---- | ---- | ---- |
| 192  | 199  | 272  | 234  | 305  | 444  | 533  |